# Louis Pierre Jean Cassan
Pour les articles homonymes, voir Cassan.
Louis Pierre Jean Aphrodise Cassan, né le 23 avril 1771 à Lézignan-Corbières dans l'Aude et mort le 20 janvier 1852 dans cette même ville, est un général français de la Révolution et de l’Empire.

## Biographie

### Du capitaine au chef de brigade
Il entre en service le 2 octobre 1791 comme capitaine au 2e bataillon de volontaires de l'Aude. Incorporé dans la 147e demi-brigade d’infanterie de bataille le 25 septembre 1793, il fait les guerres de 1792 à 1795 aux armées des Alpes, du Var et des Pyrénées. Il se signale notamment à la bataille du Boulou et au siège du fort Saint-Elme. Le 5 janvier 1796, il rejoint l’armée d'Italie au sein de la 39e demi-brigade. Il se trouve le 14 avril 1796 à la prise du château de Cosseria, le 15 à la bataille de Millesimo, le 16 à la prise du camp retranché de Ceva, le 10 mai à Lodi, au passage du Mincio, à la bataille de Castiglione le 5 août 1796 et enfin à la bataille de Bassano le 8 septembre 1796, où il mérite le grade de chef de bataillon qui lui est remis par Bonaparte sur le champ de bataille.
En 1798, il est à l’armée d'Angleterre et participe à l’attaque des îles Saint-Marcouf le 7 mai 1798. En 1799, en poste à l’armée du Rhin avec Moreau, il combat à Moesskirch, à Biberach et à Hohenlinden. Le 30 décembre 1802, il est nommé chef de brigade de la 110e demi-brigade d'infanterie. Le 30 mai 1803, il rejoint comme chef de brigade la 20e demi-brigade d'infanterie. Il est fait chevalier de la Légion d’honneur le 11 décembre 1803 et officier de cet ordre le 14 juin 1804.

### Sous l'Empire et la monarchie
De retour à l’armée d’Italie entre 1805 et 1806 comme chef de brigade du 110e régiment de ligne, puis du 20e, il prend part à l'attaque de Vérone et à la bataille de Caldiero. De 1806 à 1810, il est à l’armée de Naples et est créé baron de l’Empire le 15 août 1810. Il est promu général de brigade le 6 août 1811 et rejoint l’armée d'Espagne l'année suivante. En juin 1813, il est gouverneur de Pampelune où assiégé, il dirige une résistance héroïque mais le 31 décembre 1813, il doit capituler et il est fait prisonnier.
Libéré le 9 juin 1814, le roi Louis XVIII le fait chevalier de Saint-Louis le 29 juillet 1814 et commandeur de la Légion d’honneur le 27 décembre 1814. Il le nomme également inspecteur d’infanterie du 20e arrondissement le 30 décembre 1814. Il se rallie à Napoléon lors des Cent-Jours et prend le commandement du Vaucluse. Au retour des Bourbons, il est placé en non activité par décision du 16 juillet 1815. Compris comme disponible dans le cadre de l’état-major général de l’armée le 30 décembre 1818, il reste dans cette position jusqu’au 1er janvier 1825, date de sa mise à la retraite. Après la révolution de juillet 1830, il fait partie de l'ordonnance du 15 novembre et Louis-Philippe le replace dans le cadre d'activité. Il commande alors une division provisoire en Algérie avant d'être de nouveau admis à la retraite le 4 août 1833. 
Il meurt le 20 janvier 1852 à Lézignan-Corbières.

## Sources
- http://www.napoleon-series.org/military/organization/c_frenchinf11.html#Cassan
- « Les hommes de Napoléon Ier : Notices Bio » (consulté le 26 juin 2013)
- « Cote LH/442/37 », base Léonore, ministère français de la Culture
- A. Liévyns, Fastes de la Légion-d'honneur, biographie de tous les décorés, accompagnée de l'histoire législative et réglementaire de l'ordre, bureau de l'administration, janvier 1844, 531 p. (lire en ligne), p. 64.